# Isidoro Álvarez

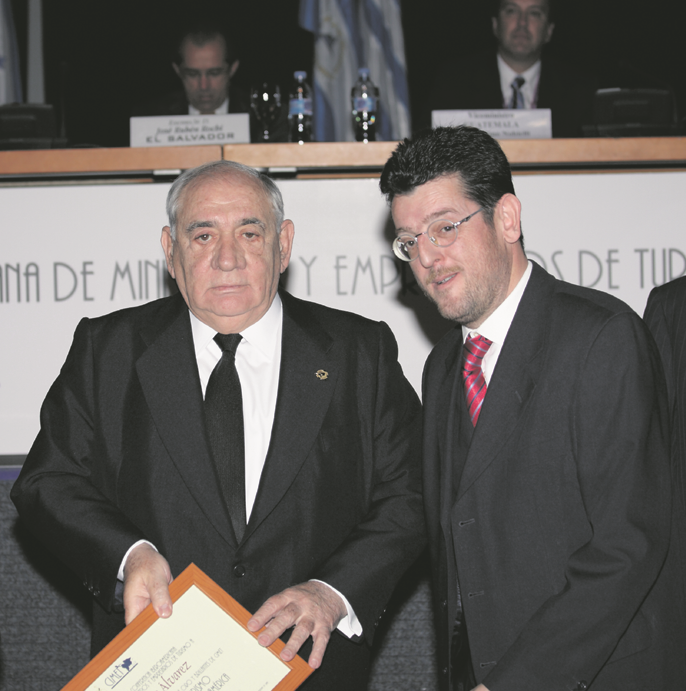
Isidoro Alvarez (links, 2009)

Isidoro Álvarez (* 1935 in Borondes, Grado; † 14. September 2014 in Majadahonda) war ein spanischer Handelsunternehmer. Er war langjähriger Präsident der größten europäischen Warenhauskette El Corte Inglés.

## Leben
Isidoro Álvarez absolvierte ein Studium der Wirtschaftswissenschaften und Betriebswirtschaft an der Universität Complutense Madrid, das er 1957 mit Auszeichnung abschloss. Im Alter von 23 Jahren übernahm er erste leitende Funktionen im Familienunternehmen. 1959 wurde er Mitglied des Direktoriums, 1966 Vizepräsident der Unternehmensgruppe sowie CEO einer der Firmen der Gruppe.
Nach dem Tod des Unternehmensgründers Ramón Areces Rodríguez, der sein Großonkel war, wurde Isidoro Álvarez 1989 zum Präsidenten des Konzerns ernannt, den er 25 Jahre lang, bis zu seinem Tod im Alter von 79 Jahren im September 2014, führte. Er erhielt mehrere Auszeichnungen.